# Zaawansowana infrastruktura pomiarowa
Zaawansowana infrastruktura pomiarowa (ang. Advanced Metering Infrastructure - AMI) - to zintegrowany zbiór elementów: inteligentnych liczników energii elektrycznej, modułów i systemów komunikacyjnych, koncentratorów i rejestratorów, umożliwiających dwukierunkową komunikację, za pośrednictwem różnych mediów i różnych technologii, pomiędzy systemem centralnym a wybranymi licznikami. Sieć taka umożliwia gromadzenie danych o zużyciu energii określonych odbiorców, wysyłanie sygnałów sterujących do urządzeń oraz zdalne ich konfigurowanie. 
AMI różni się od tradycyjnych AMR (automatyczny odczyt liczników) tym, że:
- umożliwia komunikację dwukierunkową z licznikiem,
- jest przygotowany do współpracy z siecią inteligentnego domu HAN,
- charakteryzuje się większą złożonością sieci,
- może współpracować z siecią inteligentną (Smart grid).